# Сегієнь
Сегієнь (рум. Săghieni) — село в Молдові, в Унгенському районі Молдови. Входить до складу комуни, адміністративним центром якої є село Алексєєвка.

## Населення
За даними перепису населення 2004 року у селі мешкало 97 осіб.

Національний склад населення села:
| Національність | Кількість осіб | Відсоток |
| -------------- | -------------- | -------- |
| молдавани      | 86             | 88,7%    |
| українці       | 11             | 11,3%    |
| Всього         | 97             | 100%     |